# Байконур (Улитауський район)
Байкону́р (каз. Байқоңыр) — село у складі Улитауського району Улитауської області Казахстану. Адміністративний центр Жангільдинського сільського округу.
Населення — 389 осіб (2021; 427 у 2009, 625 у 1999, 1020 у 1989).
Національний склад станом на 1989 рік:
- казахи — 100 %.

## Відомі уродженці
Нуріден Рахіма — казахська журналістка, кандидат наук журналістики, доцент, професор.